# ライヴ・イン・ジャパン (プライマル・スクリームのアルバム)
『ライヴ・イン・ジャパン』（Live in Japan）は、イギリスのロック・バンド、プライマル・スクリームが2002年に録音・2003年に発表した、キャリア初のライブ・アルバム。

## 背景
2002年11月16日から18日に行われたZepp Tokyo公演のライブ音源の抜粋で、ジョニー・サンダースのカヴァー「ボーン・トゥ・ルーズ」は、18日の公演のアンコールでのみ演奏された。ヒステリック・グラマーの北村信彦がジャケット・デザインを担当し、初回デジパック盤には、北村の編集によるポスターも封入された。
元々は日本限定で発売されたが、2011年より日本以外でも配信されるようになり、2016年には2枚組アナログLPも限定発売された。

## 反響・評価
日本では7週オリコンチャート入りを果たし、最高22位を記録した。『CDジャーナル』のミニ・レビューでは「圧倒的な音圧とマニを中心に繰り出される重厚なグルーヴが、ライヴの臨場感そのままに封印された傑作だ」と評されている。

## 収録曲
| 全作詞・作曲: 特記なき楽曲はプライマル・スクリームによる。 |                                                                                             |                                            |                                            |      |
| #                                                          | タイトル                                                                                    | 作詞                                       | 作曲・編曲                                 | 時間 |
| 1.                                                         | 「アクセラレーター - Accelerator」                                                          | 特記なき楽曲はプライマル・スクリームによる | 特記なき楽曲はプライマル・スクリームによる | 3:19 |
| 2.                                                         | 「ミス・ルシファー - Miss Lucifer」                                                         | 特記なき楽曲はプライマル・スクリームによる | 特記なき楽曲はプライマル・スクリームによる | 2:36 |
| 3.                                                         | 「ライズ - Rise」                                                                           | 特記なき楽曲はプライマル・スクリームによる | 特記なき楽曲はプライマル・スクリームによる | 4:24 |
| 4.                                                         | 「シュート・スピード/キル・ライト - Shoot Speed/Kill Light」                                | 特記なき楽曲はプライマル・スクリームによる | 特記なき楽曲はプライマル・スクリームによる | 4:43 |
| 5.                                                         | 「ピルズ - Pills」                                                                          | 特記なき楽曲はプライマル・スクリームによる | 特記なき楽曲はプライマル・スクリームによる | 3:58 |
| 6.                                                         | 「アウトバーン66 - Autobahn 66」                                                            | 特記なき楽曲はプライマル・スクリームによる | 特記なき楽曲はプライマル・スクリームによる | 5:40 |
| 7.                                                         | 「シティ - City」(Primal Scream, David Holmes)                                              | 特記なき楽曲はプライマル・スクリームによる | 特記なき楽曲はプライマル・スクリームによる | 3:18 |
| 8.                                                         | 「ロックス - Rocks」(Bobby Gillespie, Andrew Innes, Robert Young)                           | 特記なき楽曲はプライマル・スクリームによる | 特記なき楽曲はプライマル・スクリームによる | 3:31 |
| 9.                                                         | 「コワルスキー - Kowalski」(B. Gillespie, A. Innes, R. Young, Martin Duffy, Gary Mounfield) | 特記なき楽曲はプライマル・スクリームによる | 特記なき楽曲はプライマル・スクリームによる | 5:16 |
| 10.                                                        | 「スワスティカ・アイズ - Swastika Eyes」                                                    | 特記なき楽曲はプライマル・スクリームによる | 特記なき楽曲はプライマル・スクリームによる | 6:01 |
| 11.                                                        | 「スカル・X - Skull X」                                                                     | 特記なき楽曲はプライマル・スクリームによる | 特記なき楽曲はプライマル・スクリームによる | 4:18 |
| 12.                                                        | 「ハイヤー・ザン・ザ・サン - Higher Than the Sun」(B. Gillespie, A. Innes, R. Young)        | 特記なき楽曲はプライマル・スクリームによる | 特記なき楽曲はプライマル・スクリームによる | 6:53 |
| 13.                                                        | 「ジェイルバード - Jailbird」(B. Gillespie, A. Innes, R. Young)                             | 特記なき楽曲はプライマル・スクリームによる | 特記なき楽曲はプライマル・スクリームによる | 3:43 |
| 14.                                                        | 「ムーヴィン・オン・アップ - Movin' on Up」(B. Gillespie, A. Innes, R. Young)               | 特記なき楽曲はプライマル・スクリームによる | 特記なき楽曲はプライマル・スクリームによる | 5:00 |
| 15.                                                        | 「メディケーション - Medication」(B. Gillespie, A. Innes, R. Young, M. Duffy)               | 特記なき楽曲はプライマル・スクリームによる | 特記なき楽曲はプライマル・スクリームによる | 3:41 |
| 16.                                                        | 「ボーン・トゥ・ルーズ - Born to Lose」(Johnny Thunders)                                    | 特記なき楽曲はプライマル・スクリームによる | 特記なき楽曲はプライマル・スクリームによる | 3:15 |

## 参加ミュージシャン
- ボビー・ギレスピー - ボーカル
- アンドリュー・イネス - ギター
- ロバート・ヤング - ギター
- マーティン・ダフィ - キーボード
- ゲイリー・モンフィールド - ベース
- ダリン・ムーニー - ドラムス、パーカッション

アディショナル・ミュージシャン
- ケヴィン・シールズ（英語版） - ギター